# Kuluberhan Ghebretensae
Kuluberhan Ghebretensae (Asmara, 5 dicembre 1993) è un calciatore eritreo, centrocampista del Mai Temenai.

## Carriera

### Club
Dal 2010 gioca in patria, nel Mai Temenai.

### Nazionale
Il 15 novembre 2011 ha esordito con la Nazionale eritrea nella partita persa per 3-1 contro il Rwanda e valevole per le qualificazioni ai Mondiali 2014.